# П'єр Мессмер
П'єр Ме́ссмер (фр. Pierre Messmer; нар. 20 березня 1916, Венсенн — пом. 29 серпня 2007) — прем'єр-міністр Франції в 1972–1974, при президенті республіки Жоржі Помпіду (і в перехідний період після його смерті).

## Біографія
Голліст, учасник битви у Бір-Хакейма в Другій світовій війні. Впродовж більшої частини кар'єри займався французькими колоніями і заморськими територіями, або безпосередньо там працюючи, або в міністерстві з їхніх справ в Парижі. Був у в'єтнамському полоні під час війни в Індокитаї (десантувався з парашутом в 1945 і був захоплений). За де Голля був військовим міністром, потім знову міністром колоній; змінив Жака Шабан-Дельмаса після скандалу, пов'язаного з його податками, і тертя між ним і Помпіду через соціальну політику. У останні місяці життя важко хворого Помпіду прем'єр узяв на себе багато державних справ; після його смерті «ближній круг» президента радив Мессмеру балотуватися в президенти, але той відмовився.
Член Французької академії (1999).